# Lịch sử Thượng viện Hoa Kỳ

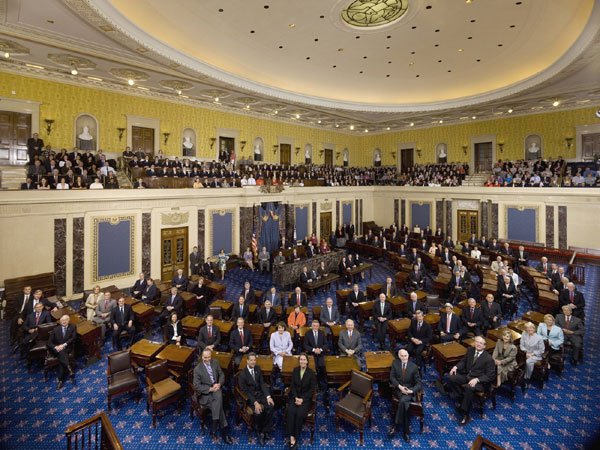
Thượng nghị sĩ trong Quốc hội khóa 110, tháng 1 năm 2007

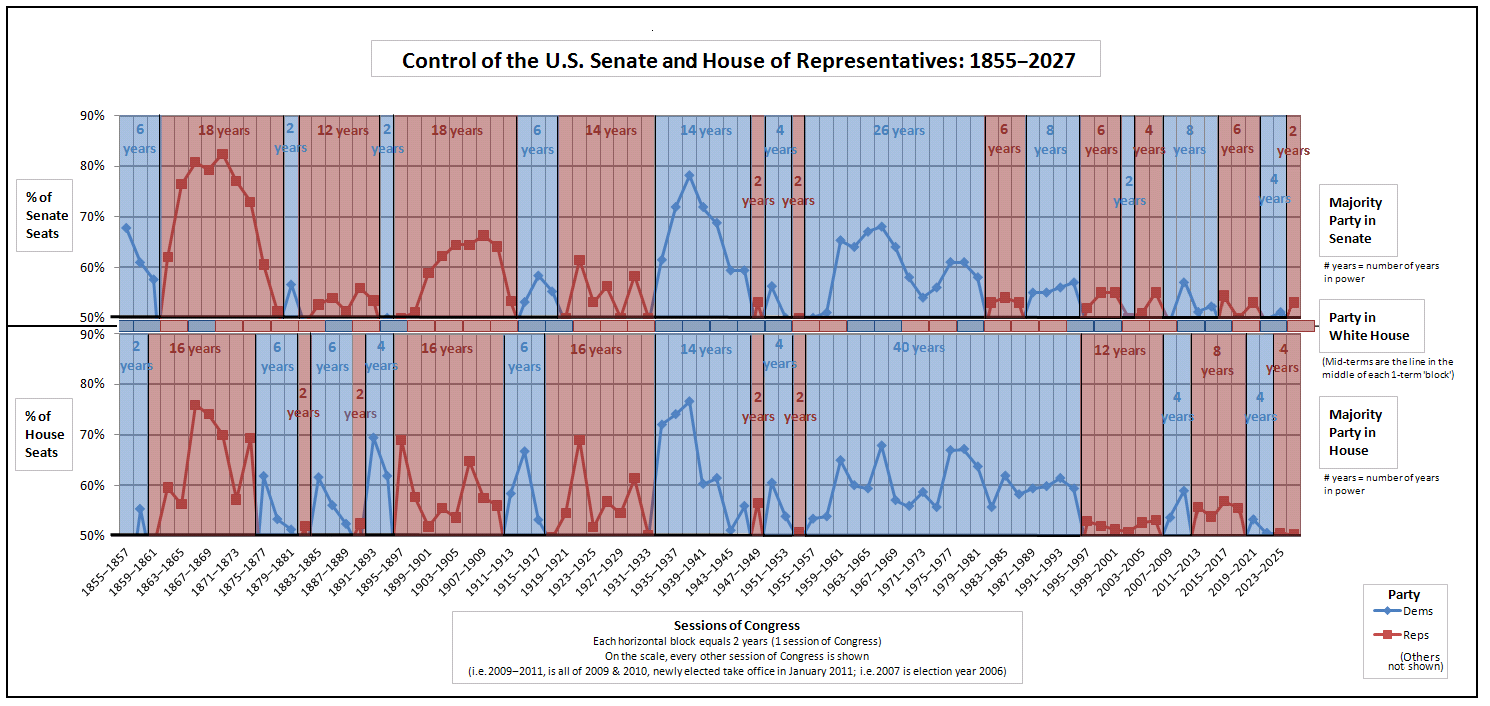
Biểu đồ lịch sử về sự kiểm soát của Đảng Dân chủ và Đảng Cộng hòa đối với Thượng viện và Hạ viện cũng như chức vụ Tổng thống

Thượng viện Hoa Kỳ là Thượng viện của Quốc hội Hoa Kỳ, cùng với Hạ viện Hoa Kỳ, tạo thành nhánh lập pháp của Chính quyền liên bang Hoa Kỳ. Giống như Hạ viện, Thượng viện được thành lập theo Hiến pháp Hoa Kỳ và được triệu tập trong phiên họp đầu tiên vào ngày 4 tháng 3 năm 1789 tại Hội trường Liên bang ở Thành phố New York. Lịch sử của cơ quan này bắt đầu từ Hội nghị Lập hiến năm 1787 qua Kế hoạch Virginia của James Madison, trong đó đề xuất thành lập một Cơ quan lập pháp lưỡng viện, và trong Thỏa hiệp Connecticut, một thỏa thuận đạt được giữa các đại biểu, xác định thành lập 2 cơ quan: Thượng viện, với thành viên đại diện cho toàn bang; Hạ viện, với thành viên đại diện cho các quận quốc hội trong các bang.

## Lập hiến
Thượng viện Hoa Kỳ (tiếng Anh: United States Senate), được đặt theo tên của Thượng viện La Mã (tiếng Anh: Roman Senate, tiếng Latin: Senātus Rōmānus) cổ đại, được thành lập có chủ ý hơn so với Hạ viện Hoa Kỳ. Edmund Randolph cho rằng số thành viên của Thượng viện  "ít hơn Hạ viện ... nên kiềm chế, nếu có thể, những bất đồng từ người dân." Theo James Madison, "Việc thành lập Thượng viện ngay từ đầu có sự hệ thống và khôn ngoan hơn Hạ viện." Thay vì các nhiệm kỳ hai năm như tại Hạ viện, các Thượng nghị sĩ phục vụ các nhiệm kỳ sáu năm, cho họ nhiều quyền hơn để một phần bỏ qua sự ủng hộ của dân chúng, do vậy các Thượng nghị sĩ phục vụ cho các lợi ích rộng lớn của đất nước. Số lượng thành viên ít hơn và nhiệm kỳ dài hơn cũng mang lại cho Thượng viện sự hòa đồng hơn về mặt đảng phái.
Bất chấp những bất bình trong quá khứ của họ với các chính quyền chuyên chế của Anh, một số Cha sáng lập Hoa Kỳ, những người tham dự Hội nghị Lập hiến, bày tỏ sự ngưỡng mộ lớn đối với chính quyền Anh Quốc. Alexander Hamilton cho rằng chính quyền này là chính quyền "tốt nhất trên thế giới," và nói rằng ông "nghi ngờ liệu bất cứ điều gì sẽ làm được nếu thiếu nó ở Hoa Kỳ." Trong bài phát biểu Bảo vệ Hiến pháp Chính phủ Hoa Kỳ, John Adams đã tuyên bố "về lý thuyết, Hiến pháp Anh đã điều chỉnh sự cân bằng và ngăn chặn sự lay động về chính trị, là hệ thống tuyệt vời nhất mà con người từng phát minh." Nói chung, họ coi Thượng viện là một phiên bản tại Hoa Kỳ của Viện Quý tộc Anh Quốc. John Dickinson nói rằng Thượng viện "gồm những nhân vật nổi bật nhất, được phân chia qua cấp bậc và số lượng tài sản của họ, mang những nét giống với Viện Quý tộc Anh." Do số Thượng nghị sĩ của mỗi bang luôn là 2 nên ở Thượng viện, các bang có ít dân có vị trí ngang hàng với các bang đông dân, vốn được trao nhiều Dân biểu hơn trong Hạ viện.
Kế hoạch phân bổ thành viên Thượng viện đã gây tranh cãi tại Hội nghị Lập hiến. Hamilton, người phản đối sự bình đẳng về số lượng thành viên tại mỗi bang của Madison, cho rằng quyền đại diện bình đẳng bất chấp dân số của mỗi bang khác nhau "gây chấn động quá nhiều đến các ý tưởng về công lý và mọi cảm giác của con người."  Madison sau đó phản đối, và kêu gọi Hội nghị "từ bỏ một nguyên tắc đã luôn là bất công."
Nếu các đại biểu tham dự Hội nghị có một lá phiếu thì đa số Hội nghị đã có thể chuẩn thuận quan điểm của Hamilton, vì số đại biểu tại mỗi bang được cử theo tỷ lệ dân số mà các bang đông dân lại ủng hộ quan điểm này, nhưng tại Hội nghị Lập hiến, mỗi bang dù dân số có đông bao nhiêu thì chỉ có một phiếu bầu ngang nhau và bất kỳ vấn đề nào cũng cần đa số bang ủng hộ. Các phái đoàn đại diện cho các bang ban đầu dự định bỏ phiếu 6–5, ủng hộ Thượng nghị sĩ nên đại diện theo tỷ lệ dân số, nhưng các bang ít dân hơn, vốn không có tiếng nói về các vùng đất phía tây, đã đảo ngược lá phiếu và đồng ý rằng mỗi bang có số Thượng nghị sĩ bằng nhau. Trong phiên bỏ phiếu cuối cùng, năm bang ủng hộ tỷ lệ bình đẳng trong Thượng viện (gồm Connecticut, Bắc Carolina, Maryland, New Jersey và Delaware) có số dân chỉ bằng một phần ba dân số toàn quốc. Bốn bang đã bỏ phiếu chống lại nó (gồm Virginia, Pennsylvania, Nam Carolina và Georgia) có số dân gần gấp đôi số dân 5 bang ủng hộ. Đại biểu Hội nghị James Wilson đã viết "Nếu mỗi đại biểu có một lá phiếu, sẽ có 2/3 phản đối bình đẳng và chỉ 1/3 ủng hộ nó". Một lý do khác khiến các bang đông dân chấp nhận Thỏa hiệp Connecticut là do lo sợ rằng các bang ít dân sẽ từ chối gia nhập Liên bang, hoặc, như Gunning Bedford Jr. của Delaware từng đe dọa, "những bang ít dân sẽ tìm thấy các đồng minh danh dự từ nước ngoài, nắm lấy tay họ và thực thi công lý". Trong bài báo Liên bang số 62, James Madison, "Cha đẻ của Hiến pháp", cũng đã công khai thừa nhận rằng quyền bình đẳng về thành viên trong Thượng viện là một thỏa hiệp và không xuất phát từ bất kỳ lý thuyết chính trị nào.
Ngay cả khi Gunning Bedford Jr của Delaware thừa nhận rằng ông chỉ ủng hộ quyền đại diện bình đẳng vì điều đó nâng cao lợi ích của quốc gia. "Liệu các bang ít dân sẽ hành động như thế nào nếu họ không được quan tâm do ít tiếng nói? Chúng ta có cần thiết phải hành động với sự trong sạch cao hơn phần còn lại của nhân loại không?"
Khi vấn đề đại diện bình đẳng đã được giải quyết, các đại biểu đã đề cập đến quy mô của cơ quan: mỗi bang sẽ có bao nhiêu Thượng nghị sĩ? Việc trao cho mỗi bang một Thượng nghị sĩ được coi là không đủ, vì nó sẽ gây khó khăn hơn trong việc triệu tập đủ túc số (túc số có thể hiếu đơn giản là số lượng Thượng nghị sĩ có mặt cần thiết để khởi động một cuộc bỏ phiếu). Một đề xuất từ các đại biểu Pennsylvania, cho rằng mỗi bang nên có ba Thượng nghị sĩ, đã được thảo luận, nhưng quy mô lớn như vậy được coi là một sự bất lợi. Khi các đại biểu đề xuất hai Thượng nghị sĩ cho mỗi bang, tất cả đại biểu đều ủng hộ con số này.
Kể từ năm 1789, sự khác biệt về dân số giữa các bang ngày càng rõ rệt. Vào thời điểm Thỏa hiệp Connecticut, tiểu bang đông dân nhất, Virginia, chỉ có dân số gấp 12 lần tiểu bang ít dân nhất, Delaware. Ngày này, tiểu bang đông dân nhất, California, có dân số gấp 70 lần dân số của tiểu bang ít dân nhất, Wyoming. Vào năm 1790, theo lý thuyết, cần 30% dân số ủng hộ để một đảng nắm thế đa số Thượng viện, ngày nay tỷ lệ này chỉ còn 17%.

## 1789–1865
Thượng viện họp ban đầu, hầu như bí mật, trên tầng hai của Hội trường Liên bang ở Thành phố New York trong một căn phòng không có mặt của khán giả dự thính. Trong 5 năm, không có ghi chép nào được công bố về các thủ tục của Thượng viện.
Một vấn đề thủ tục của Thượng viện thời kỳ đầu là vai trò của Phó Tổng thống tại Thượng viện, theo hiến pháp đồng thời làm Chủ tịch cơ quan này. Phó Tổng thống ban đầu được phép tham giá quá trình xây dựng luật pháp và tham gia vào các cuộc tranh luận, nhưng những quyền đó đã bị tước đi tương đối nhanh chóng. John Adams, Phó Tổng thống đầu tiên, hiếm khi bỏ lỡ bất cứ một phiên họp nào, nhưng các Phó Tổng thống sau này rất ít khi tham dự Thượng viện, và chỉ tham dự vào các nghi lễ hoặc cần bỏ phiếu phá vỡ thế hòa. Mặc dù những Cha sáng lập dự định Thượng viện là cơ quan lập pháp với các tiến trình chậm hơn, nhưng trong những năm đầu của đất nước, chính Hạ viện đã mất thời gian để thông qua luật, do các Dân biểu gặp khó khăn trong việc di chuyển và ở hạ viện có sự chia rẽ về đảng phái hơn Thượng viện. Hệ thống Ngân hàng và Dự luật Giả định do Bộ trưởng Ngân khố Alexander Hamilton giới thiệu, cả hai đều gây tranh cãi, dù dễ dàng thông qua ở Thượng viện, nhưng vấp phải sự phản đối ở Hạ viện.
Năm 1797, Thomas Jefferson bắt đầu truyền thống rằng Phó Tổng thống chỉ tham dự các phiên họp của Thượng viện vào những dịp đặc biệt. Mặc dù vắng mặt thường xuyên, Jefferson đã ghi dấu ấn của mình với cuốn sách về chương trình nghị sự tại Thượng viện: Sổ tay Hướng dẫn Nghị viện về Sử dụng Thượng viện Hoa Kỳ đến nay vẫn được sử dụng.
Những thập kỷ trước Nội chiến Hoa Kỳ được coi là "Thời kỳ hoàng kim" của Thượng viện. Với sự ủng hộ của dư luận và Tổng thống Jefferson, vào năm 1804, Hạ viện đã bỏ phiếu để luận tội Thẩm phán Tòa án Tối cao Samuel Chase với tỷ lệ phiếu 73–32. Tuy vậy, Thượng viện đã bỏ phiếu tha bổng cho Chase với tỷ lệ phiếu 18–16.
Thượng viện được miêu tả với những điều tốt nhất từ Aaron Burr, người với tư cách là Phó Tổng thống chủ trì phiên tòa luận tội. Vào cuối phiên tòa, Burr nói:
Thượng viện là một nơi tôn nghiêm; một tòa thành của luật pháp, trật tự và tự do; và dù ở bất cứ đâu, nó luôn có khả năng chống lại những cơn bão của chính trị và nghệ thuật tham nhũng thầm lặng.— Aaron Burr, Phó Tổng thống Hoa Kỳ thứ ba, 

Ngay cả nhiều nhà phê bình cũng thừa nhận rằng Burr đã chủ tọa phiên tòa một cách hết sức nghiêm túc và công bằng.

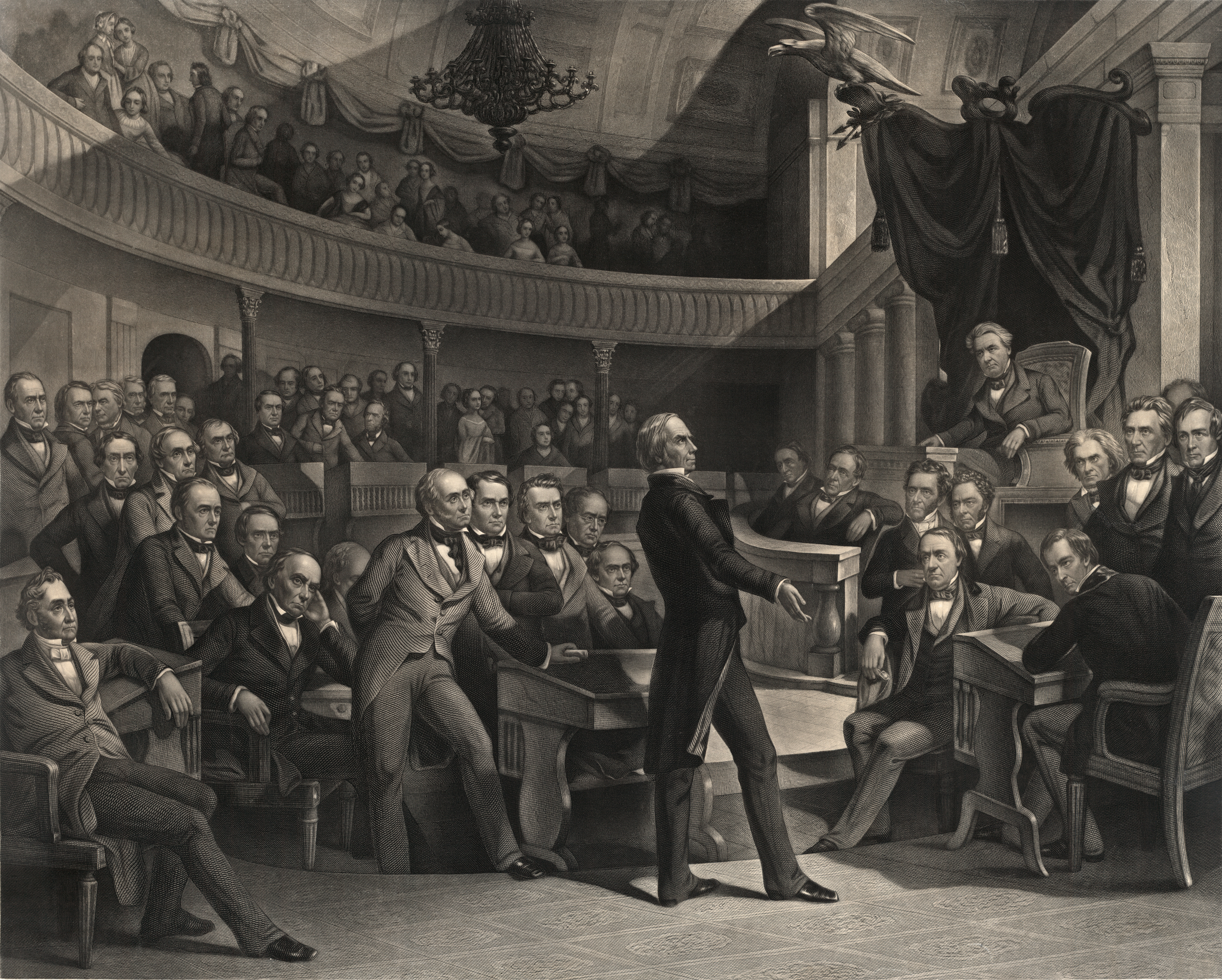
Tranh luận về Thỏa hiệp năm 1850 tại Phòng Thượng viện cũ.

Trong vài thập kỷ tiếp theo, Thượng viện đã trở lên nổi bật ở Hoa Kỳ. John C. Calhoun, Daniel Webster, Thomas Hart Benton, Stephen A. Douglas và Henry Clay đã làm lu mờ một số tổng thống. Ngài Henry Maine gọi Thượng viện là "cơ quan thành công triệt để duy nhất đã được thành lập kể từ khi làn sóng dân chủ hiện đại bắt đầu trỗi dậy." Thủ tướng Anh William Ewart Gladstone nói rằng Thượng viện Hoa Kỳ là “cơ quan đáng chú ý nhất trong tất cả các phát minh của chính trị hiện đại." 
Một trong số các cuộc tranh luận lớn nhất trong lịch sử Thượng viện là cuộc tranh luận giữa Webster–Hayne vào tháng 1 năm 1830, phân chia lợi ích của Daniel Webster ở New England và của Robert Y. Hayne ở miền Nam.

Trong những thập kỷ trước Nội chiến, Liên bang đã có hai cuộc tranh cãi gay gắt về sự cân bằng Bắc–Nam tại Thượng viện (miền Bắc gồm những bang bãi nô và miền Nam gồm những bang ủng hộ chế độ nô lệ). Kể từ khi chế độ nô lệ bị bãi bỏ ở miền Bắc qua đường Mason – Dixon, số lượng các tiểu bang nô lệ và tự do luôn bằng nhau. Trong Thỏa hiệp Missouri năm 1820, do Henry Clay làm trung gian, Maine tách khỏi Massachusetts để gia nhập Liên bang với tư cách một bang tự do để đối trọng với Missouri. Thỏa hiệp năm 1850, do Henry Clay và Stephen Douglas làm trung gian, một lần nữa giúp trì hoãn Nội chiến.

## 1865–1913

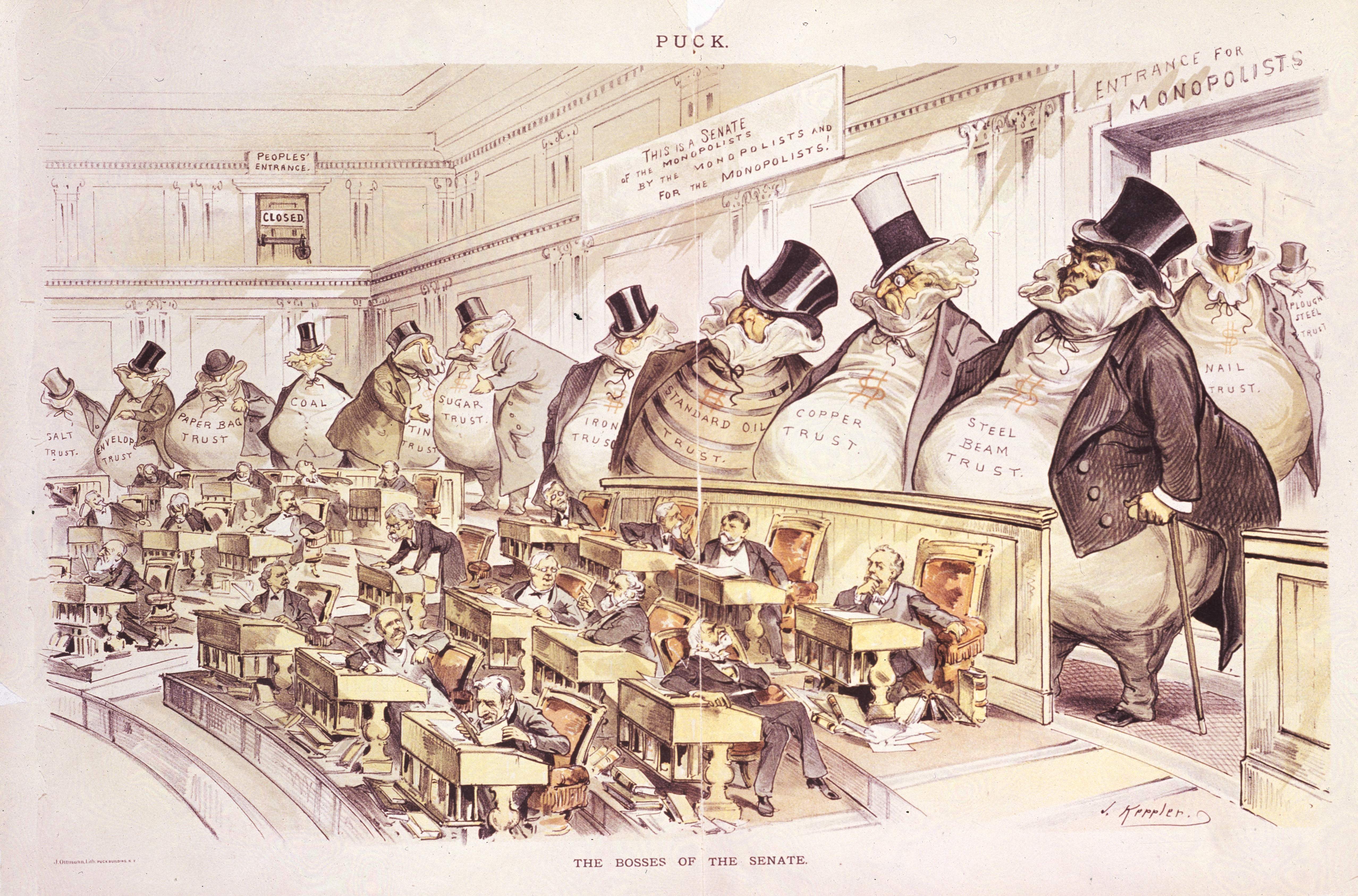
Những nhà cải cách như Joseph Keppler đã mô tả Thượng viện được kiểm soát bởi những túi tiền khổng lồ đại diện cho các quỹ tài chính và độc quyền.

Trong thời kỳ hậu Nội chiến, Thượng viện giải quyết các vấn đề lớn của quốc gia như Tái thiết và các chính sách tiền tệ. Với các đảng phái chính trị mạnh của Hệ thống Đảng thứ ba, các chính trị gia hàng đầu đã kiểm soát đủ sự ủng hộ trong các cơ quan lập pháp của bang để được bầu làm Thượng nghị sĩ. Trong thời đại công nghiệp phát triển vượt bậc, nhiều doanh nhân có uy tín đã được bầu vào Thượng viện.
Từ năm 1890–1910, một số Đảng viên Cộng hòa đã kiểm soát Thượng viện, dẫn đầu bởi Nelson Aldrich (Rhode Island), Orville H. Platt (Connecticut), John Coit Spooner (Wisconsin), William Boyd Allison (Iowa), cùng với lãnh đạo đảng quốc gia Mark Hanna (Ohio). Aldrich là người bảo hộ và giới thiệu của tất cả các luật thuế quan vào đầu thế kỷ 20, bao gồm cả Hệ thống Dự trữ Liên bang. Trong số các Đảng viên Dân chủ, Arthur Pue Gorman từ Maryland nổi bật nhất.

Từ năm 1871 đến năm 1898, Thượng viện không thông qua bất kỳ hiệp ước nào. Thượng viện đã xem xét một loạt các thỏa thuận thương mại có lợi cho Hoa Kỳ như các thỏa thuận nhằm sáp nhập Cộng hòa Dominica và Quần đảo Virgins Đan Mạch, đánh bại một thỏa thuận phân xử với Anh, và buộc Panama phải quay lại đàm phán về hiệp ước xây dựng kênh đào cùng tên. Cuối cùng, vào năm 1898, Thượng viện từ chối phê chuẩn hiệp ước kết thúc Chiến tranh Tây Ban Nha–Mỹ.

## 1913–1945
Thượng viện đã trải qua một số thay đổi quan trọng trong nhiệm kỳ tổng thống của Woodrow Wilson, trong đó nổi bật nhất là việc phê chuẩn Tu chính án thứ 17 vào năm 1913, quy định rằng người dân sẽ bầu Thượng nghị sĩ chứ không phải do các Cơ quan Lập pháp bang bổ nhiệm như trước đây.

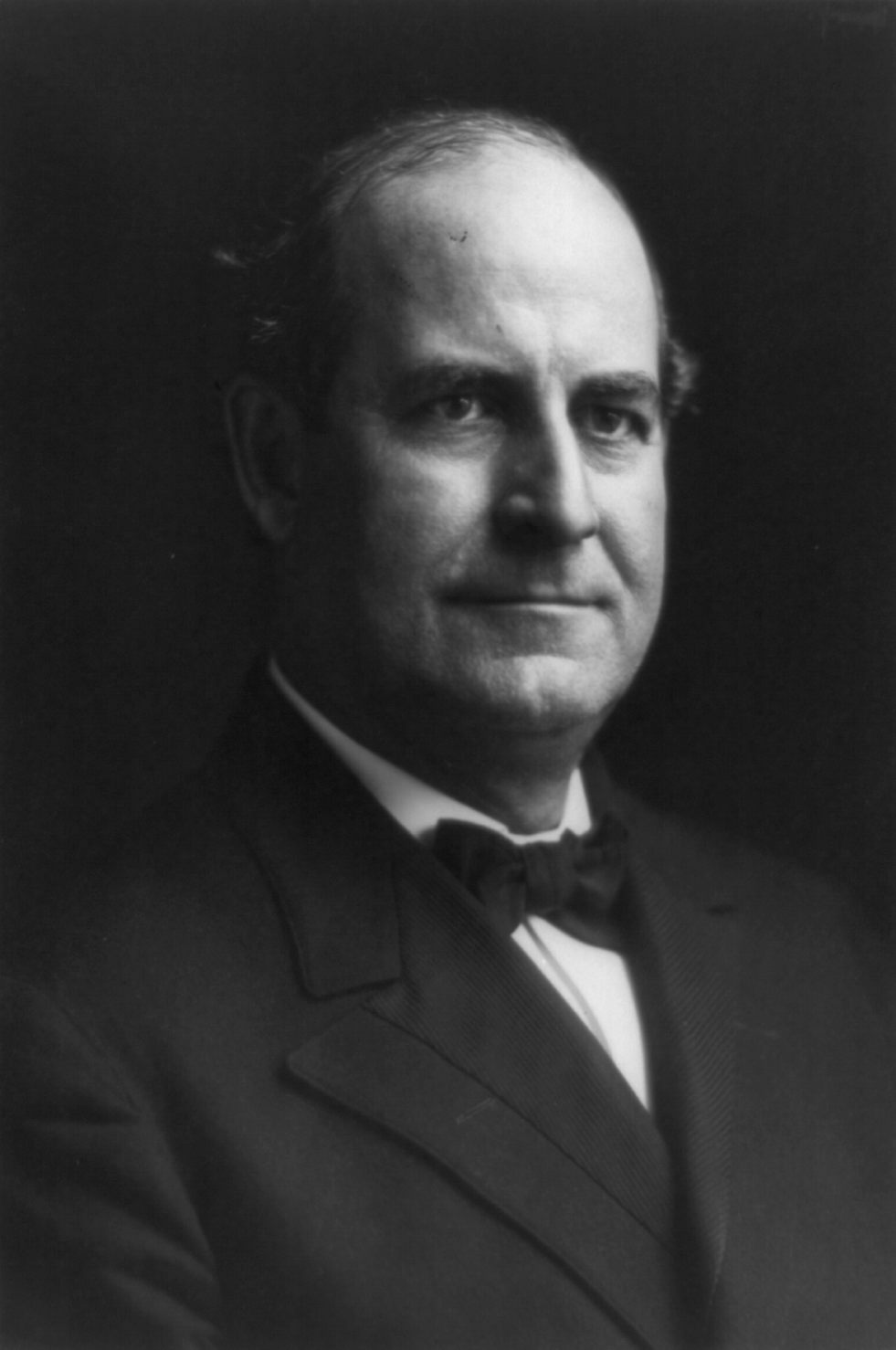
Thượng nghị sĩ William Jenny Brian

Một thay đổi khác xảy ra trong nhiệm kỳ tổng thống của Woodrow Wilson là sự hạn chế của chiến thuật "cản trở" bằng thủ tục "hòa giải". Chiến thuật "cản trở" lần đầu tiên được sử dụng vào thời kỳ đầu của Liên bang, nhưng hiếm khi được sử dụng trong hầu hết thế kỷ 19. Nó bị giới hạn như một phản ứng đối với việc trang bị vũ khí cho các tàu buôn trong Thế chiến I. Vào thời điểm đó, công chúng, Hạ viện, đại đa số Thượng viện, và Tổng thống muốn các tàu buôn được trang bị vũ khí, nhưng chưa đến 20 Thượng nghị sĩ, do William Jennings Bryan đứng đầu đã chiến đấu để các tàu Mỹ không có vũ khí. Wilson tố cáo nhóm này là "một nhóm những người làm việc có chủ ý".
Chức vụ Lãnh đạo Đa số Thượng viện cũng được tạo ra trong nhiệm kỳ tổng thống của Wilson. Trước thời điểm này, một Lãnh đạo đảng trong Thượng viện thường là chủ tịch ủy ban, hoặc một người có tài hùng biện, thâm niên hoặc giàu có, chẳng hạn như Daniel Webster hay Nelson Aldrich. Tuy nhiên, bất chấp cơ cấu lãnh đạo chính thức này, các Lãnh đạo Thượng viện ban đầu hầu như không có quyền lực nào, ngoài quyền được ưu tiên phát biểu. Vì Đảng Dân chủ bị chia rẽ nghiêm trọng thành các khối bảo thủ miền Bắc và miền Nam tự do, nên các Lãnh đạo đảng Dân chủ thậm chí có ít quyền lực hơn so với chức danh của chính ông ấy.
Rebecca Felton tuyên thệ nhậm chức Thượng nghị sĩ từ Georgia vào ngày 21 tháng 11 năm 1922 và phục vụ một ngày; bà là người phụ nữ đầu tiên phục vụ trong Thượng viện.

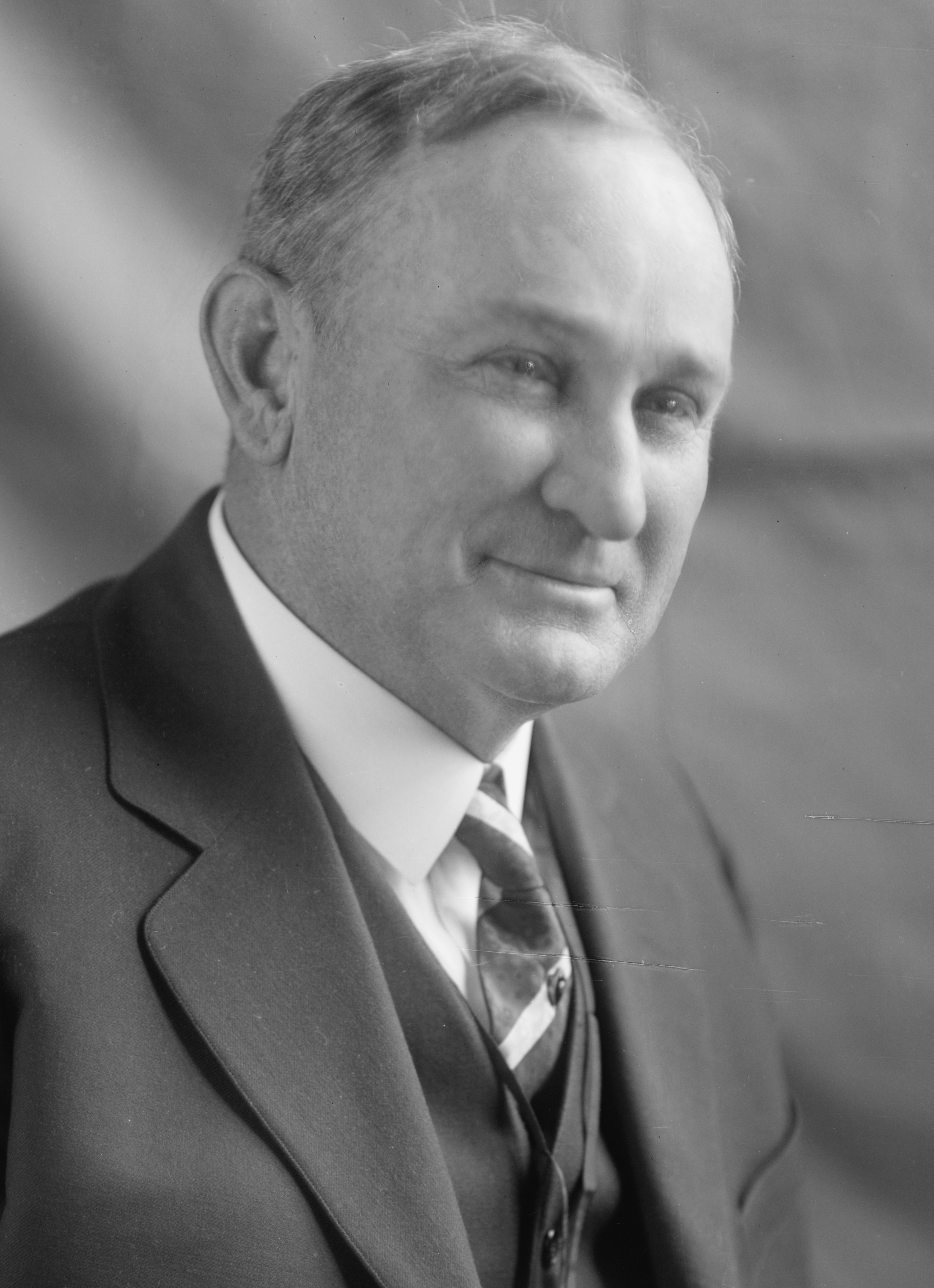
Lãnh đạo Đảng Dân chủ Thượng viện Joseph T. Robinson

Joseph T. Robinson từ Arkansas, Lãnh đạo Đảng Dân chủ từ năm 1923 đến năm 1937, coi trách nhiệm của mình không phải là Lãnh đạo Đảng Dân chủ, mà là làm việc tại Thượng viện vì lợi ích của tổng thống, bất kể tổng thống là ai hay từ bất cứ đảng phái nào. Khi Coolidge và Hoover làm tổng thống, ông đã hỗ trợ họ thông qua các luật của Đảng Cộng hòa. Robinson đã giúp chấm dứt các hoạt động của chính phủ đối với Muscle Shoals, giúp thông qua Biểu thuế Hoover và cản trở các cuộc điều tra của Thượng viện về Power Trust. Robinson đã thay đổi quan điểm của mình về một chương trình cứu trợ hạn hán cho nông dân khi Hoover đề xuất một biện pháp ít tiền hơn. Alben Barkley gọi cách làm việc của Robinson là "cảnh tượng nhục nhã nhất có thể xảy ra trong một cơ quan lập pháp thông minh." Khi Franklin D. Roosevelt trở thành tổng thống, Robinson đã trung thành ủng hộ Tổng thống mới giống như đối với Coolidge và Hoover. Robinson đã giúp đẩy nhanh thông qua các dự luật trong 100 ngày đến nỗi Will Rogers nói đùa rằng "Quốc hội không thông qua dự luật nào nữa, họ chỉ vẫy tay chào các dự luật khi chúng được giới thiệu."
Năm 1932, Hattie Caraway từ Arkansas trở thành người phụ nữ đầu tiên được bầu vào Thượng viện.
Năm 1937, Thượng viện phản đối kế hoạch "đóng gói tòa án " của Roosevelt và kêu gọi giảm thâm hụt tài chính thành công.

## 1945–nay
Một trong những chiến dịch nổi tiếng nhất của Thượng viện vào đầu những năm 1950 là Cuộc Điều tra của Thượng nghị sĩ từ Wisconsin Joseph McCarthy về những người bị cáo buộc là Cộng sản. Sau nhiều năm nổi tiếng đến mức không có đối thủ, McCarthy không còn được ủng hộ do không đưa ra được bằng chứng cứng rắn cho các tuyên bố của chính mình trong khi bản thân các tuyên bố trở nên phức tạp hơn, thậm chí còn có những câu hỏi về sự Lãnh đạo của Quân đội Hoa Kỳ. McCarthy đã bị Thượng viện khiển trách vào năm 1954.
Trước Chiến tranh thế giới thứ hai, Lãnh đạo Đa số Thượng viện có ít quyền lực chính thức. Nhưng vào năm 1937, các quy tắc ra đời đã công nhận quyền hạn chính thức của Lãnh đạo Đa số. Với việc bổ sung quy tắc này, Lãnh đạo Đa số Thượng viện có nhiều quyền kiểm soát hơn đối với các dự luật được xem xét trình lên sàn.
Trong nhiệm kỳ của Lyndon B. Johnson với tư cách là Lãnh đạo Đa số Thượng viện, chức vụ này đã đạt được quyền lực mới đối với các nhiệm vụ của ủy ban.
Năm 1971, Paulette Desell được Thượng nghị sĩ Jacob K. Javits bổ nhiệm làm nữ tiểu đồng đầu tiên của Thượng viện.
Năm 2009, Kathie Alvarez trở thành nữ Thư ký Lập pháp đầu tiên của Thượng viện.